# Ilybius ater
Ilybius ater es una especie de escarabajo del género Ilybius, familia Dytiscidae. Fue descrita científicamente por De Geer en 1774.

## Distribución geográfica
Habita en Europa, se encuentra en Albania, Austria, Bielorrusia, Bélgica, Bosnia y Herzegovina, Bulgaria, las islas del Canal, Croacia, República Checa, Dinamarca continental, Estonia, Finlandia, Francia continental, Alemania, Gran Bretaña, incluida la isla de Man, Grecia continental, Hungría, República de Irlanda, Italia continental, Kaliningrado, Letonia, Liechtenstein, Lituania, Luxemburgo, Irlanda del Norte, Noruega continental, Polonia, Rusia, Eslovaquia, Eslovenia, Suecia, Suiza, Países Bajos y Ucrania.